# Kormos csigagomba
A kormos csigagomba (Hygrophorus camarophyllus) a csigagombafélék családjába tartozó, Európában és Észak-Amerikában honos, erdőszéleken, parkokban, füves területeken élő, mérgező gombafaj.

## Megjelenése
A kormos csigagomba kalapja 4-10 cm széles, kezdetben félgömb alakú vagy erősen domború, majd széles domborúan, idősen laposan kiterül, közepén kis púppal. Felszíne nedvesen tapadós, sima, benőtten szálas, fiatalon a szélén hamvas. Színe sötét szürkésbarna vagy sötétbarna, néha olív árnyalattal. Széle fiatalon begöngyölt, később egyenes. 
Húsa vastag, törékeny, színe fehér (a tönkben halvány hamuszürke). Szaga és íze nem jellegzetes, esetleg szaga kissé kátrányszerű, íze pedig édeskés. 
Közepesen sűrű, viaszos lemezei tönkhöz nőttek vagy kissé lefutók. Színük fehéres, néha szürkés-rózsaszínes árnyalattal. 
Tönkje 2,5-10 cm magas és 1-2 cm vastag. Alakja egyenletesen hengeres vagy a töve felé vékonyodik. Felszíne selymesen szálas, a csúcsán kissé hamvas. Színe szürkésbarna, a kalapnál halványabb.  
Spórapora fehér. Spórája ellipszis vagy csepp alakú, sima, mérete 7-9 x 4-5 µm.

### Hasonló fajok
A barnásszürke csigagomba, a szürke csigagomba, a barnanyálkás csigagomba, a tavaszi csigagomba hasonlít hozzá.

## Elterjedése és termőhelye
Eurázsiában és Észak-Amerikában honos.
Fenyvesekben él, luc és erdei fenyő alatt, inkább meszes talajon. Nyártól ősz végéig terem. 

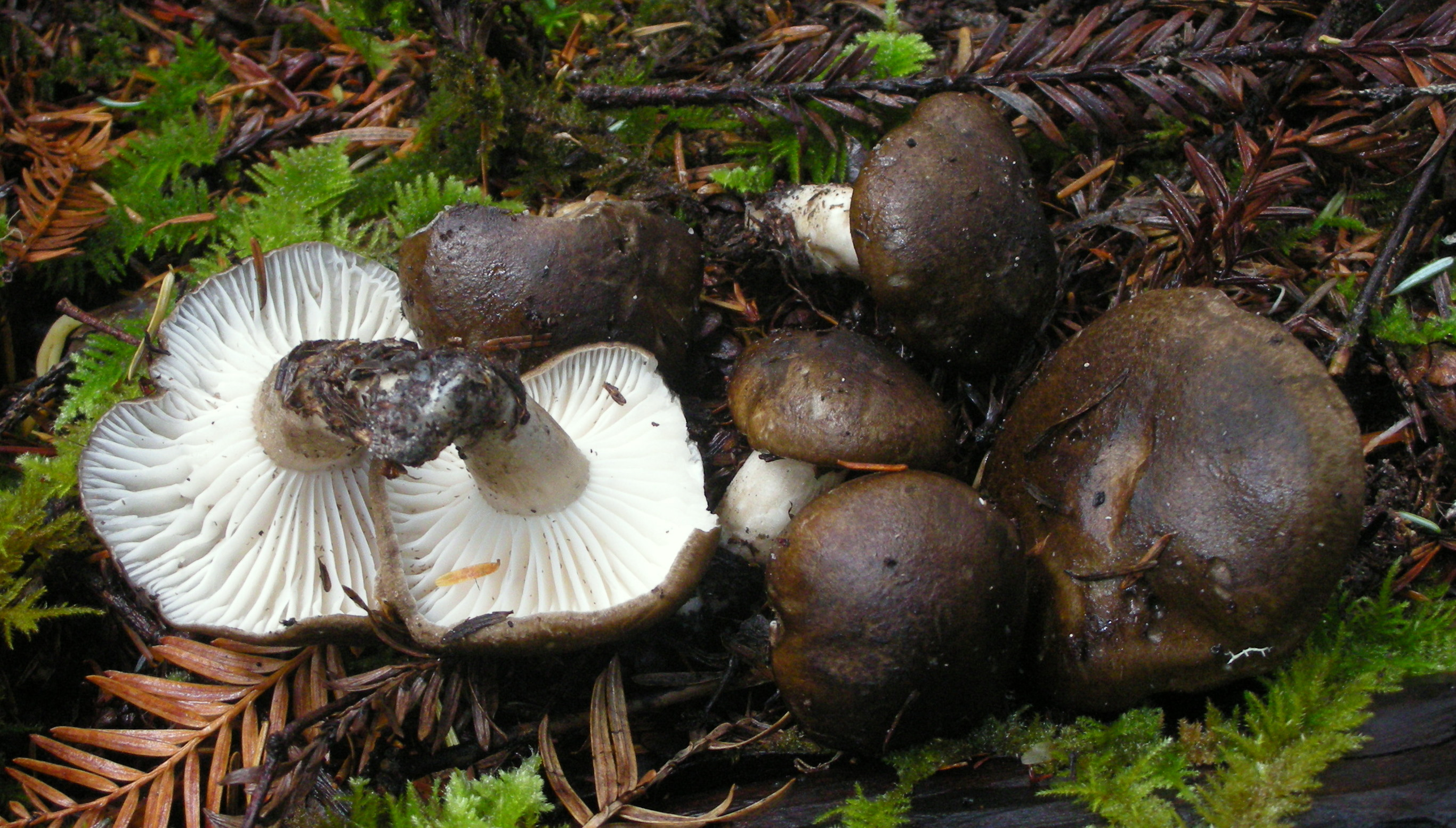
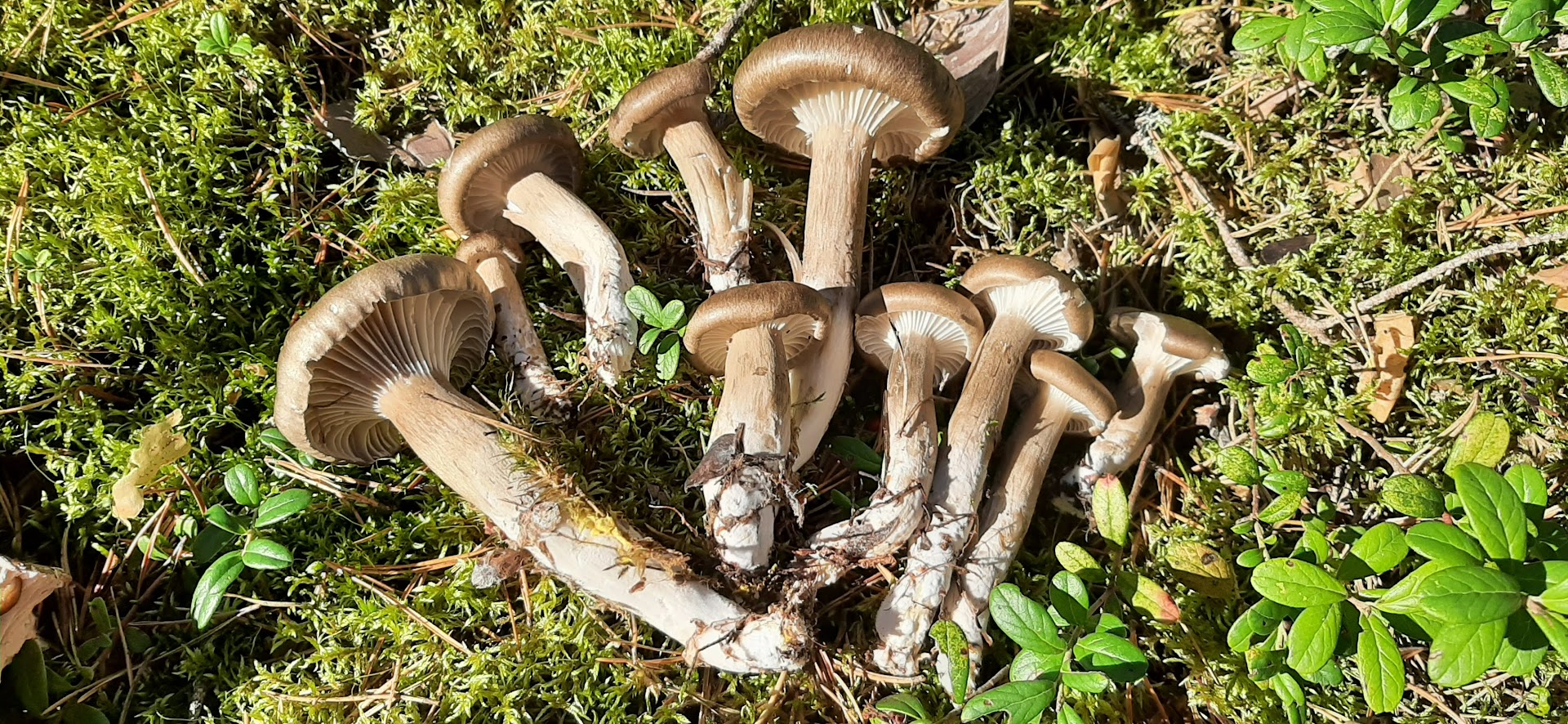
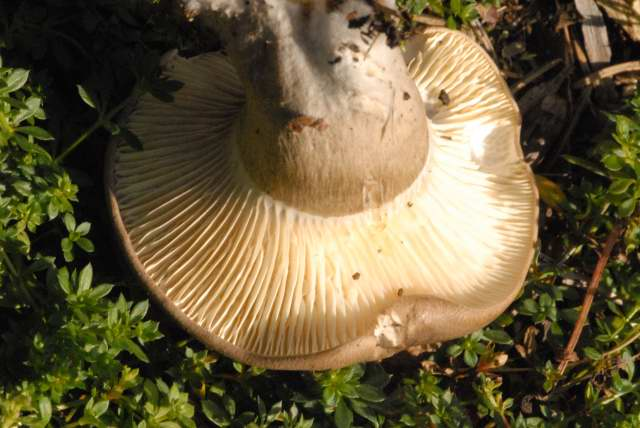
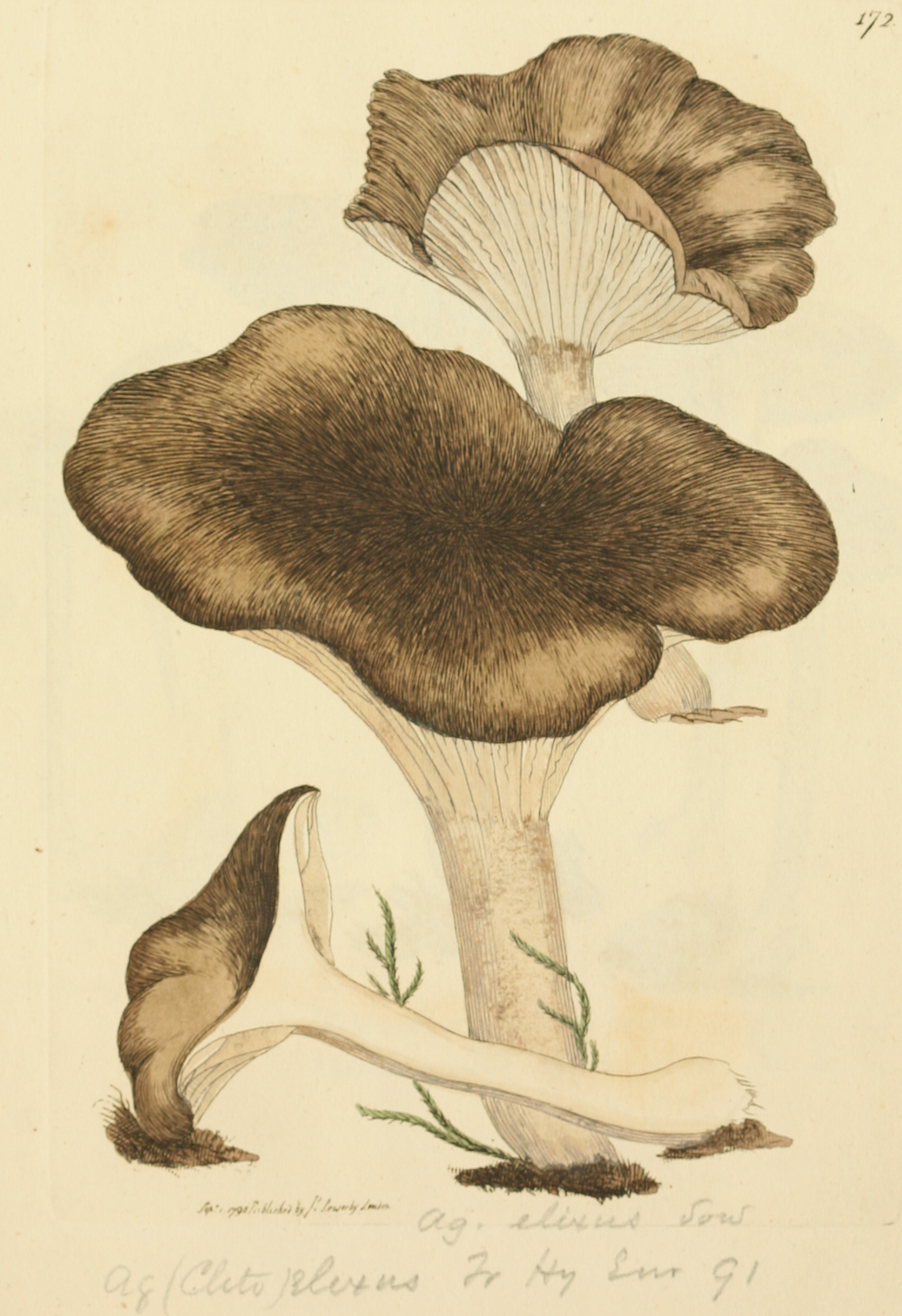

Ehető.